# Transtorno de personalidade
Os transtornos de personalidade (português brasileiro) ou perturbações da personalidade (português europeu), formam uma classe de transtorno mental que se caracteriza por padrões de interação interpessoais tão desviantes da norma, que o desempenho do indivíduo tanto na área profissional como em sua vida privada pode ficar comprometido. Na maior parte das vezes, os sintomas são vivenciados pelo indivíduo como "normais" (eu-sintônico), de forma que a diagnose somente pode ser estabelecida a partir de uma perspectiva exterior.
Mais do que outros transtornos mentais, os transtornos da personalidade apresentam o perigo de uma estigmatização do paciente. Isso se deve sobretudo à terminologia, que sugere um transtorno de toda a personalidade do indivíduo e, muitas vezes, está ligada a juízos morais com relação ao paciente. Os atuais sistemas de classificação (DSM-V e CID-10) — que utilizam o método descritivo e não etiológico — permitiram o desenvolvimento de novas abordagens, que procuram descrever tais transtornos como transtornos da interação interpessoal e levaram ao desenvolvimento de novos tratamentos psicoterapêuticos.
No Brasil existe pouco material publicado na área, sendo uma das áreas de pesquisa em psicologia e psiquiatria com maior escassez de publicações científicas.

## Critérios de diagnóstico do DSM-IV-TR
Transtornos de personalidade fazem parte do Eixo II do manual psiquiátrico DSM-IV-TR, da Associação Americana de Psiquiatria.

### Critérios gerais de diagnóstico
O diagnóstico de um transtorno de personalidade deve satisfazer os critérios abaixo, juntamente com os critérios específicos do transtorno em consideração.
A. Comportamento e experiências que se desviam consideravelmente do que a cultura vigente espera. Esse padrão é manifestado em duas (ou mais) áreas seguintes:
1. cognição (percepção de si mesmo, dos outros ou de eventos)
2. afeto (o alcance, a intensidade, a maleabilidade e a conveniência das respostas emocionais)
3. funcionamento interpessoal
4. controle do impulso

B. O comportamento é inflexível e invasivo, com alcance em ampla gama de situações pessoais e sociais.
C. O comportamento leva clinicamente a um significante desconforto e prejuízo nas áreas de funcionamento social e ocupacional, ou outra área importante de funcionamento.
D. O padrão é estável, de longa duração e deve iniciar, pelo menos, na adolescência ou início da idade adulta.
E. O comportamento não pode ser identificado como uma manifestação ou consequência de outra doença mental.
F. O comportamento não pode ser identificado como uma manifestação ou consequência de causas fisiológicas como abuso de substâncias ou uma condição médica geral tal como dano cerebral.
Pessoas menores de idade que alcancem o critério de um transtorno de personalidade não são, usualmente, diagnosticadas como tendo tal transtorno, ainda, elas podem receber um diagnóstico correlacionado. Para se diagnosticar um indivíduo menor de idade com um transtorno de personalidade, os sintomas devem estar presentes por, pelo menos, um ano. O transtorno de personalidade antissocial não pode, por definição, ser diagnosticado em pessoas menores de 18 anos.

## Lista de transtornos de personalidade definidos noDSM-IV-TR

### Cluster/Grupo A(transtornos excêntricos ou estranhos)
Esse grupo engloba os transtornos que se manifestam através do pensamento e comportamento inusual. Estes pacientes apresentam uma alta gama de desconfiança social, muitas vezes os levando ao isolamento. Em particular, o transtorno esquizóide e o transtorno esquizotípico estão relacionados à esquizofrenia. Acredita-se indivíduos com estes transtornos partilhem genes em comum. 
- Transtorno de personalidade esquizoide — Indivíduos com este transtorno aparentam distantes e sentem dificuldades para sentir prazer. Frequentemente não possuem amigos, excetuando parentes de primeiro grau. Frequentemente eles não demonstram respostas afetivas e são socialmente desinteressados. 

- Transtorno de personalidade esquizotípica — Apresenta os mesmos sintomas que o esquizóide, porém com a presença de ansiedade social, ilusões corporais e ideias de referência. Embora seja classificado pelo CID-10 como uma síndrome, o DSM-V considera o transtorno esquizotípico um transtorno de personalidade. 

- Transtorno de personalidade paranoide —  Indíviduos com este transtorno apresentam suspeitas constantes a respeito dos motivos dos outros. Frequentemente sentem-se perseguidos e são resistentes em partilhar informações pessoais. 

### Cluster/Grupo B(transtornos dramáticos, imprevisíveis ou irregulares)
Este grupo engloba aqueles transtornos marcados pela presença de relações sociais turbulentas, impetuosidade e imprevisibilidade.
- Transtorno de personalidade antissocial — Indivíduos com este transtorno falham em se conformar com as regras sociais, frequentemente se engajam em atos de violência e tem o hábito de mentir e manipular situações. São impulsivos e não conseguem planejar seus atos com antecedência. Eles não costumam preocupar-se com a segurança de outros.

- Transtorno de personalidade histriônica — Indivíduos com este transtorno sentem-se desconfortáveis quando não são o centro das atenções, usando de artefatos para atraí-la novamente para si, mesmo se forem comportamentos indevidos. O discurso destes pacientes costuma faltar com detalhes e suas emoções mudam rapidamente.

- Transtorno de personalidade borderline — Indivíduos com este transtorno apresentam esforços frenéticos para evitar o abandono, seja ele real ou imaginário. Têm instabilidade emocional, sentimentos crônicos de vazio e frequentes ideações suicidas.

- Transtorno de personalidade narcisista — indivíduos com este transtorno tem um elevado senso de auto-importância, requerem excessiva admiração de outros, embora sejam exploradores em seus relacionamentos interpessoais. Têm falta de empatia e desejam o que não lhes pertence, ou sentem que outros invejam o que eles tem.

### Cluster/Grupo C(transtornos ansiosos ou receosos)
O grupo C é marcado por transtornos que sugerem elevada ansiedade e geram sentimentos de inibição nos pacientes que sofrem com eles. Muitas vezes os sintomas levam à dificuldades sociais. 
- Transtorno de personalidade dependente — Indivíduos com este transtorno apresentam dificuldade em adquirir autonomia em suas vidas particulares. Geralmente preferem que outros assumam a tomada de decisões de sua vida. Quando precisam fazer uma escolha, preferem antes obter a aprovação e o asseguramento de outros.

- Transtorno de personalidade esquiva (ou evitativa) — Indivíduos com este transtorno evitam o contato interpessoal devido ao medo da rejeição e  do criticismo. Demonstram medo profundo de se envolverem em relacionamentos íntimos por medo de serem ridicularizados e humilhados.

- Transtorno de personalidade obsessivo-compulsiva — Indivíduos com este transtorno demonstram preocupação excessiva com detalhes, rotinas, ordem. Demonstram um nível de competitividade que prejudica a realização de tarefas. São excessivamente preocupados com o trabalho e frequentemente abdicam qualquer forma de lazer em nome disso.